# Con sei ragazze a poppa si rizza la prua
Con sei ragazze a poppa si rizza la prua (I Sailed to Tahiti with an All Girl Crew) è un film statunitense del 1968 diretto da Richard L. Bare.

## Trama
Terry scommette 20.000 dollari col suo amico Josh di giungere a Tahiti in barca utilizzando un equipaggio tutto al femminile. Terry ingaggia la sua équipe di ragazze, tra le quali una cameriera di cocktail e un'assassina, ma ha una sola settimana di tempo per compiere l'impresa.

## Produzione
Il film venne girato alle Hawaii e le riprese iniziarono il 22 maggio 1967. Edy Williams, in quel momento sotto contratto con la 20th Century Fox, venne ingaggiata nel ruolo di Marilyn sotto forma di prestito. Al film partecipa inoltre il gruppo di surfisti della International Surfist Champ.
Penultimo film diretto da Richard L. Bare, fu l'ultima pellicola interpretata da Gardner McKay e Fred Clark.

## Distribuzione
Negli Stati Uniti il film venne distribuito dalla World Entertainment Corporation, una sussidiaria della National Telefilm Associates. In Italia ebbe il visto di censura n. 54.026 del 3 luglio 1969 con una lunghezza di 2.200 metri. In Francia il film uscì nel giugno del 1973 con il titolo Foxy.